# Dangerous Night
"Dangerous Night" é uma canção de rock da banda 30 Seconds to Mars. Foi lançado como segundo single do quinto álbum da banda America.